# Turčianske Teplice
Turčianske Teplice (in tedesco Bad Stuben, in ungherese Stubnyafürdő) è una città della Slovacchia, capoluogo del distretto omonimo, nella regione di Žilina.
Ha dato i natali al pittore Mikuláš Galanda, la cui casa natale è stata trasformata nella Pinacoteca Mikuláš Galanda.

## Amministrazione

### Gemellaggi
- Holešov
- Havířov
- Skawina
- Wisła
- Aranđelovac

## Sport

### Calcio
- ŠK Aqua Turčianske Teplice, club sciolto per problemi finanziari